# 平安仏教
平安仏教（へいあんぶっきょう）とは、平安時代より日本で興隆した仏教宗派をまとめて呼ぶための総称である。具体的には真言宗と天台宗を指すことが多い。そのため南都六宗に対して平安二宗（へいあんにしゅう）とも称される。場合によっては融通念仏宗も含める。
平安時代当時の日本人から見た「新しい仏教」の数々を、後の時代から見てまとめて指すための総称、分類用語である。「平安仏教」という特定の教義の宗派があったわけではない。
桓武天皇による平安遷都（794年）の背景の一つには、「奈良仏教」（南都六宗）が都市の中で展開して世俗化し、政治の世界に入り込みすぎたという問題があった。孝謙天皇（764年に重祚して称徳天皇）が僧・道鏡を寵愛し、あわよくば道鏡が天皇にまでなろうとして和気清麻呂に阻止された（宇佐八幡神託事件）経緯があり、朝廷の保護の下、政治的な力を持ちすぎた奈良仏教の影響を排除することが長岡京、平安京への遷都の一つの動機である。桓武天皇・嵯峨天皇は奈良仏教に対抗しうる「新しい仏教」として、最澄が唐から持ち帰った天台宗や空海が持ち帰った真言宗を保護した。
特に最澄は奈良仏教に対抗意識を持っており、法相宗の僧侶・徳一と激しい論争をした。一方で空海は奈良仏教に融和的な態度をとった。
とはいえ、「鎮護国家」を掲げたことに関しては奈良仏教と共通している。
特徴のひとつは山岳仏教の発展である。奈良仏教が都市部に展開した仏教であったのに対し、都市、世俗から離れ、最澄は比叡山に延暦寺を、空海は高野山に金剛峯寺を開いた。
また加持祈祷を行なう密教があることも特徴のひとつに挙げることもできる。真言宗の密教の「東密」（京では東寺が中心であったことにちなむ呼び名）に対して、天台宗の密教は「台密」と呼ばれ覇を競ったわけであり、平安仏教は皇室や貴族の現世利益志向に応える性質を備えていた。当時は、皇室や藤原氏などの貴族のための仏教、という性格を基本的に持っていた。
平安中期になると、天台宗の源信らにより死後の阿弥陀如来による救いを説く、浄土教が大きな力を持ってくる。宇治平等院鳳凰堂は、当時の貴族らの浄土信仰の代表的遺構である。融通念仏宗もその文脈で出てくる。やがて武家勢力の台頭と併せ、平安末期に法然の専修念仏が広まり、民衆全体への広がりを見せ鎌倉新仏教のさきがけとなって行った。